# Guatizalema
El río Guatizalema (del árabe Guadix alam, río tranquilo) es un río que nace en la ladera norte de la estribación occidental de la sierra de Aineto, provincia de Huesca, a 1370 metros de altitud, en el valle de Nocito, y que transcurre embarrancado hasta La Almunia del Romeral, la sierra de La Gabardiella y la Hoya de Huesca, pasando por el pantano de Vadiello, para desembocar en el río Alcanadre. Tiene un régimen de aguas irregular.
Aparece descrito en el noveno volumen del Diccionario geográfico-estadístico-histórico de España y sus posesiones de Ultramar de Pascual Madoz de la siguiente manera:

GUATIZALEMA: r. que nace en la prov. y part. jud. de Huesca en las inmediaciones del pueblo de Nocito de donde sigue su curso por los térm. de los de Almunia del Romeral, Sipan, Arbanies, Castejon, Sietamo, Fañanas, Pueyo, Argavieso y Novales, penetrando por el térm. de Sesa en el part. de Sariñena, primer pueblo al N. de este part.; continúa fertilizando en su tránsito el térm. de Salillas y Huerto, y á dist. de 1/2 hora de este último punto le cruza un puente de piedra llamado del Rey sobre la carretera de Barbastro á Zaragoza : mediante una azud que tiene construida la v. de Sariñena, toma su agua en unión de una acequia que en el mismo parage desagua procedente del r. Alcanadre, conducida por unas famosas minas, y ambas aguas dan riego á una gran parte de su huerta llamada del riego de Valdero, depositandolas en el mencionado Alcanadre entre los térm. del espresado pueblo de Huerto y Peralta de Alcofea. En su origen á muy corta dist. se le une el r. Usez que de la parte NE. se dirige al SO. hasta penetrar en este r. por la izq. Ademas del puente que se dijo antes, le cruzan otros en los pueblos de Sipan, Arbanies, Castejon y Siétamo, y da movimiento á distintos molinos harineros, fertilizando gran porcion de terreno. Su curso es perenne, y lleva abundante caudal de aguas con una dirección constante NS. hasta llegar á las inmediaciones de Sesa, donde empieza á marchar al SE.; cria barbos y anguilas de la mejor calidad.
(Madoz, 1847, p. 58)